# Hesperoptenus tickelli
Hesperoptenus tickelli (Blyth, 1851) è un pipistrello della famiglia dei Vespertilionidi diffuso nel Subcontinente indiano e in Indocina.

## Descrizione

### Dimensioni
Pipistrello di medie dimensioni, con la lunghezza della testa e del corpo tra 61 e 79 mm, la lunghezza dell'avambraccio tra 50 e 60,4 mm, la lunghezza della coda tra 44 e 63 mm, la lunghezza del piede tra 9 e 14 mm, la lunghezza delle orecchie tra 14 e 18 mm.

### Aspetto
Le parti dorsali variano dal bruno-giallastro chiaro all'arancione, mentre le parti ventrali sono leggermente più chiare. Il muso è corto, bruno-arancione chiaro, appuntito con due masse ghiandolari sui fianchi e con le narici che si aprono lateralmente, separate da un solco superficiale. La testa è larga, piatta e ricoperta di peli fino alla punta del muso. Le orecchie sono moderate e ben separate tra loro, ovali, bruno-arancioni chiare e con la superficie dorsale densamente ricoperta di peli. Il trago è corto, con l'estremità appuntita, piegato in avanti, con il margine anteriore diritto, quello posteriore convesso e con una proiezione alla base. Le membrane alari sono grigio scure o nerastre, con le ossa della mano bruno-arancioni chiare e sono attaccate posteriormente alla base delle dita dei piedi. Alla base del pollice è presente un piccolo cuscinetto carnoso. La coda è lunga ed inclusa completamente nell'ampio uropatagio. Il calcar è carenato.

### Ecolocazione
Emette ultrasuoni ad alto ciclo di lavoro sotto forma di impulsi di breve durata a frequenza modulata iniziale di 50,75-126,8 kHz, finale di 33,46-57,5 kHz e massima energia a 37,9–101 kHz.

## Biologia

### Comportamento
Si rifugia nelle cavità degli alberi. L'attività di volo inizia prima del tramonto, il volo è lento e diritto con dei frequenti percorsi circolari. Difende strenuamente il suo territorio di caccia dagli altri consimili, sebbene possa condividerlo con un esemplare dell'altro sesso.

### Alimentazione
Si nutre di insetti catturati in volo sopra la volta forestale o su spazi aperti come specchi d'acqua, dove spesso scende per abbeverarsi.

### Riproduzione
Le femmine danno alla luce un piccolo alla volta.

## Distribuzione e habitat
Questa specie è diffusa in Nepal, negli stati indiani dell'Andhra Pradesh, Assam, Goa, Jharkhand, Karnataka, Madhya Pradesh, Maharashtra, Orissa, Rajasthan, Tamil Nadu e West Bengal; Bhutan, Bangladesh, Sri Lanka, Myanmar sud-orientale, Thailandia, Vietnam meridionale, Laos, Cambogia e nelle Isole Andamane.
Vive lungo i margini di foreste decidue e semi-decidue e in aree agricole fino a 1.000 metri di altitudine.

## Conservazione
La IUCN Red List, considerato il vasto areale, la popolazione presumibilmente numerosa, la presenza in diverse aree protette e la tolleranza alle modifiche ambientali, classifica H.tickelli come specie a rischio minimo (Least Concern)).